# Your Friendly Neighborhood Spider-Man
Your Friendly Neighborhood Spider-Man is een Amerikaanse geanimeerde superheldenserie gemaakt door Jeff Trammell en geproduceerd door Marvel Studios voor de streamingdienst Disney+. De serie speelt zich af in het Marvel Cinematic Universe (MCU), maar speelt zich niet af in hetzelfde universum als de Spider-Man-films met Tom Holland.

## Verhaal
De animatieserie volgt het oorsprongsverhaal en de vroege dagen van Peter Parker als Spider-Man. De serie speelt zich af in een alternatieve tijdlijn binnen het Marvel Cinematic Universe (MCU), waar Norman Osborn Peters mentor wordt in plaats van Tony Stark, zoals gebeurde in de hoofdtijdlijn van het MCU.

## Stemverdeling
| Acteur / actrice   | Personage                          | Seizoen     | Seizoen |
| Acteur / actrice   | Personage                          | 1           |         |
| ------------------ | ---------------------------------- | ----------- | ------- |
| Hudson Thames      | Peter Parker / Spider-Man          | Hoofdrol    |         |
| Colman Domingo     | Norman Osborn                      | Hoofdrol    |         |
| Eugene Byrd        | Lonnie Lincoln / Tombstone         | Hoofdrol    |         |
| Cathy Ang          | Pearl Pangan                       | Hoofdrol    |         |
| Grace Song         | Nico Minoru                        | Hoofdrol    |         |
| Kari Wahlgren      | May Parker                         | Hoofdrol    |         |
| Kari Wahlgren      | Roxanna Volkov                     | Terugkerend |         |
| Kari Wahlgren      | Eberhardt                          | Terugkerend |         |
| Zeno Robinson      | Harry Osborn                       | Hoofdrol    |         |
| Zeno Robinson      | Campbell                           | Gastrol     |         |
| Leilani Barrett    | Benjamin "Big" Donovan             | Terugkerend |         |
| Ettore Ewan        | Henry Camp / Bulldozer             | Terugkerend |         |
| Paul F. Tompkins   | Dr. Bentley Wittman                | Terugkerend |         |
| Anjali Kunapaneni  | Jeanne Foucault / Finesse          | Terugkerend |         |
| Jonathan Medina    | Mac Gargan / Scorpion              | Terugkerend |         |
| Hugh Dancy         | Dr. Otto Octavius / Doctor Octopus | Terugkerend |         |
| Aleks Le           | Amadeus Cho                        | Terugkerend |         |
| Zehra Fazal        | Dr. Carla Connors                  | Terugkerend |         |
| Zehra Fazal        | Susan O'Hara                       | Terugkerend |         |
| Zehra Fazal        | Hot Rod                            | Gastrol     |         |
| Anairis Quinones   | Carmilla Black                     | Terugkerend |         |
| Anairis Quinones   | Maria Vasquez / Tarantula          | Gastrol     |         |
| Anairis Quinones   | Anand                              | Gastrol     |         |
| Roger Craig Smith  | Coach Phil Grayfield               | Terugkerend |         |
| Roger Craig Smith  | Dmitri Smerdyakov / Chameleon      | Terugkerend |         |
| Roger Craig Smith  | John Gallo                         | Gastrol     |         |
| Roger Craig Smith  | James Sanders / Speed Demon        | Gastrol     |         |
| Erica Luttrell     | Mrs. Lincoln                       | Terugkerend |         |
| Erica Luttrell     | Asha                               | Terugkerend |         |
| Erica Luttrell     | Emma                               | Terugkerend |         |
| Matte Martinez     | Andre Lincoln                      | Terugkerend |         |
| Phil LaMarr        | Mr. Lincoln                        | Terugkerend |         |
| Phil LaMarr        | Mr. Taylor                         | Terugkerend |         |
| Alex Désert        | Grift                              | Terugkerend |         |
| Charlie Cox        | Matt Murdock / Daredevil           | Terugkerend |         |
| Roger Atkin Downes | Doctor Stephen Strange             | Terugkerend |         |
| Travis Willingham  | Thunderbolt Ross                   | Terugkerend |         |
| Travis Willingham  | Mikhail Sytsevich                  | Terugkerend |         |
| Sarah Natochenny   | Mila Masaryk / Unicorn             | Terugkerend |         |
| Kellen Goff        | Vincent Patilio                    | Terugkerend |         |
| Kellen Goff        | Symbiotic Alien                    | Terugkerend |         |
| Ogie Banks         | Pizza Shop Owner                   | Gastrol     |         |
| Jake Green         | Butane                             | Gastrol     |         |
| Zach Cherry        | Klev                               | Gastrol     |         |
| Mick Wingert       | Tony Stark / Iron Man              | Gastrol     |         |
| Josh Keaton        | Richard Parker                     | Gastrol     |         |

De overige stemmen worden ingesproken door: Andre Robinson, Arthur Ortiz, Diamond White, Griffin Puatu, Isabella Acres, Nick Carson, Noah Bentley, Oscar Camacho, ViviAnn Yee en Terri Douglas.

## Afleveringen
| Nr. | Titel                                             | Regisseur       | Schrijver(s)                   | Releasedatum     |
| --- | ------------------------------------------------- | --------------- | ------------------------------ | ---------------- |
| 1   | Amazing Fantasy / Geweldige fantasie              | Mel Zwyer       | Jeff Trammell                  | 29 januari 2025  |
| 2   | The Parker Luck / Het Parker-geluk                | Liza Singer     | Charlie Neuner                 | 29 januari 2025  |
| 3   | Secret Identiy Crisis / Geheime identiteitscrisis | Stu Livingston  | Jeff Trammell                  | 5 februari 2025  |
| 4   | Hitting the Big Time / Het grote werk             | Liza Singer     | Charlie Neuner                 | 5 februari 2025  |
| 5   | The Unicorn Unleashed! / De eenhoorn vrijgelaten! | Stu Livingston  | Jeff Trammell                  | 5 februari 2025  |
| 6   | Duel with the Devil / Duel met de duivel          | Liza Singer     | Charlie Neuner                 | 12 februari 2025 |
| 7   | Scorpion Rising / De opkomst van de Scorpion      | Stu Linvingston | Raven Koné                     | 12 februari 2025 |
| 8   | Tangled Web / Een complex web                     | Liza Singer     | Charlie Neuner                 | 12 februari 2025 |
| 9   | Hero or Menance / Held of gevaar                  | Liza Singer     | Jeff Trammell                  | 19 februari 2025 |
| 10  | If This Be My Destiny... / Als dit mijn lot is... | Liza Singer     | Charlie Neuner & Jeff Trammell | 19 februari 2025 |